# A voluntad del cielo
A voluntad del cielo es el título del 19°. álbum de estudio grabado por el cantautor español Camilo Sesto. Fue lanzado al mercado bajo el sello discográfico BMG U.S. Latin el 15 de octubre de 1991. Fue realizado y producido por Camilo Sesto y coproducido por Agusto César.

## Recepción del álbum en los EE.UU.
A menudo se dice que este álbum batió récords de ventas en Estados Unidos. Aunque este último ha alcanzado las listas de Billboard Latin Pop Albums en segundo lugar, nunca llegó a las listas de ventas nacionales. El éxito que se le ha prestado sigue siendo, por tanto, relativo.

## Charts performance
| País           | Clasificación HOT 200 | Latin Pop Albums | Certificación |
| -------------- | --------------------- | ---------------- | ------------- |
| Estados Unidos | No clasificado        | 2                | ninguna       |

## Lista de canciones
- Todas las canciones compuestas por Camilo Blanes.

| A voluntad del cielo |                                |               |          |  |
| N.º                  | Título                         | Escritor(es)  | Duración |  |
| 1.                   | «Pecado original»              | Camilo Blanes | 4:28     |  |
| 2.                   | «Amor mío, ¿Qué me has hecho?» | Camilo Blanes | 5:53     |  |
| 3.                   | «Bienvenido amor»              | Camilo Blanes | 3:23     |  |
| 4.                   | «Vuelve»                       | Camilo Blanes | 4:42     |  |
| 5.                   | «Amores con doble vida»        | Camilo Blanes | 4:24     |  |
| 6.                   | «El Meu Cor es D' Alcoi»       | Camilo Blanes | 5:20     |  |
| 7.                   | «Qué mala vida»                | Camilo Blanes | 4:38     |  |
| 8.                   | «Necesito un amor»             | Camilo Blanes | 4:30     |  |
| 9.                   | «Matar por nada»               | Camilo Blanes | 4:34     |  |
| 10.                  | «Destinos marcados»            | Camilo Blanes | 4:05     |  |
| 46:02                |                                |               |          |  |

© MCMXCI. Bertlesmann de México. S.A. de C.V.

## Créditos y personal
| - Ary Sperling - Arreglos y dirección musical. - Robertinho De Recife - Guitarras - Rogeiro Meandra: Guitarra en "Amores con doble vida". - Milton Guedes - Saxo - Viviane Batista, Nina Panceuski, Fátima Regina - Coros - Fabiola Pires, Ronaldo Corréa, Mario Corréa - Coros - Ed Wilson, Renata Moraes, Marcio Lott, Ana Lucía, Ieu Inger - Coros | - Mario Jorge, Edu de Oliveira - Técnicos de grabación - Mezclado en Torres Sonido (Parquelagos, Madrid) por Joaquín Torres. - Miguel Plopschi - Coordinación general - Camilo Blanes, Augusto César - Dirección y realización. - C. Blanes - Idea de portada - F. Álvarez - Fotografía |